# 金城実
金城 実（きんじょう みのる、1939年 - ）は、日本の彫刻家。沖縄県読谷村在住。
沖縄県浜比嘉島に生まれ、京都外国語大学卒業後、西宮市立西宮西高等学校や近畿大学附属高等学校で英語を教える傍ら、彫刻制作を始める。1986年に沖縄県読谷村で彫刻制作を村の人達と共に始める。沖縄靖国訴訟原告団の団長を務めている。強制動員真相究明ネットワーク呼びかけ人。

## 作品
- 「残波大獅子」
- 「長崎平和の母子像」
- 「チビチリガマ世代を結ぶ平和の像」
- 「隠れ念仏」 - こぎつねの家[1]
- 「抗議する農民」 - 三里塚闘争をモチーフにした作品で、空港反対デモで掲げられることもあった[2]。現在は成田国際空港敷地内の団結小屋「横堀鉄塔」に設置されている[3]。

## 親族
- 従姪：宮城梓 - 歌手

## 出版物

### 著書
- 1983年 - 『土の笑い ： オキナワへ、オキナワから』 筑摩書房
- 1986年 - 『神々の笑い ： 肝苦りさや-沖縄』 径書房
- 1987年 - 『沖縄を彫る』 現代書館
- 1996年 - 『知っていますか?沖縄一問一答』 解放出版社 ISBN 4-7592-8214-9
- 2006年 - 『沖縄から靖国を問う』 宇多出版企画

### 作品集
- 1993年 - 『金城実作品集 ： 彫塑』 東方出版 ISBN 4-88591-345-4

### 関連書籍
- 2010年 - 『彫刻家金城実の世界 ： 豊里友行写真録』 沖縄書房 ISBN 978-4-89805-141-2

## メディア出演
こころの時代「沖縄は我が念仏」（2017年7月30日、NHK Eテレ）

## 参考資料
- 『鶴瓶の家族に乾杯 「高橋みゆき　沖縄県読谷村」（前編）』NHK総合テレビジョン（2011年8月29日放送）
- 『鶴瓶の家族に乾杯 「高橋みゆき　沖縄県読谷村」（後編）』NHK総合テレビジョン（2011年9月5日放送）